# Johann Rohr von Rohrau
Johann Rohr von Rohrau, SVO-R SSGO-R (* 19. März 1775 in Wien; † 6. August 1855 in Abbazia (Opatija), Königreich Kroatien-Slawonien, Kaisertum Österreich) war ein österreichischer Generalmajor, Platzkommandant von Neapel (1815–1827) und Kommandeur der k.k. Infanteriebrigade Nr. 71 zu Podgórze. Er kämpfte in den Koalitionskriegen in Italien.

## Leben
Johann Rohr von Rohrau entstammte einer Familie alten Ursprungs in Oberkärnten. Die Familie war römisch-katholischer Konfession.
An der Militärakademie kam er zu den Infanteristen und wurde zum Füsilier ausgebildet.
Er begann seine Offizierslaufbahn im 51. ungarischen Infanterieregiment (von Mecséry) der österreichischen Armee, wurde 1797 zum Unteroffizier und im April 1798 zum fünften Hauptmann befördert.
Bei der Belagerung der Stadt Verona durch die österreichisch kaiserliche Landwehr, am 30. Januar 1814, war er als Offizier unter Feldmarschall Bellegarde im Gefecht. Man betraute ihn mit der Requirierung von Leitern zur Erstürmung der Stadt. Daraufhin ließ Hauptmann Rohr von Rohrau um die 1500 Leitern aus umliegenden Gemeinden sammeln. Zwei Tage danach gelang den Truppen die Erstürmung Veronas. Man zog weiter nach Mittelitalien. Nach dem Verlauf des Feldzugs der Österreicher gegen Joachim Murat kam er 1815, als Platzkommandant berufen, in die neue Residenzstadt Neapel. Alle anderen Offiziere des Regiments mussten zu ihren Kompanien zurückkehren. Johann war für die nächsten Jahre als Teil der Besatzertruppen in Neapel stationiert. Am 25. September 1820 wurde er zum 1. Major im Regiment befördert, führte die Funktion als Platzkommandant von Neapel aber auf Allerhöchsten Befehl weiterhin aus.
Als am 12. Februar 1827 die drei in Neapel stationierten k.k. Regimenter auf dem Piazza del Plebiscito (dt. "Platz der Volksabstimmung") vor dem Palazzo Reale Aufstellung nahmen, übergab Platzmajor Rohr von Rohrau dem König beider Sizilien, Ferdinand I., in feierlicher Prozedur das Kommando über die Stadt Neapel. Dafür erhielt er das Ritterkreuz des sizilianisch militärischen St. Georg Ordens der Wiedervereinigung.
Der befehlende Oberstleutnant des kaiserlich-königlichen Infanterieregiments Nr. 51 in Neapel ging 1827 aus dem Dienst ab, am 27. Juni des Jahres wurde Johann Rohr von Rohrau auf allerhöchste Entschließung zum neuen Oberstleutnant ernannt. Im Jahr 1829 transferierte man ihn zum k.k. Infanterieregiment Nr. 62 Waquant (von Splény), wo er den Posten des Regimentskommandeurs erhielt und diesen bis 1834 innehatte. Mit dieser Transferierung wurde er zugleich zum Oberst befördert. Er war letzter kommandierender Oberst der ersten Phase der Geschichte des k.k. Infanterieregiments Nr. 62 Waquant. Am 8. Mai 1834 wurde er zum Brigadekommandeur der kaiserlich-königlichen Infanteriebrigade Nr. 71 berufen und zum Generalmajor befördert. Bis 1835 hielt er sich in Podgórze auf, zu dieser Zeit war auch das 51. Infanterieregiment dort stationiert, in welchem er zuvor gedient hatte. Am 1. März 1835 wurde er aus dem militärischen Dienst entlassen. Nach seiner Pensionierung war er als unangestellter Generalmajor in der Hafenstadt Fiume ansässig. Am 17. Juni 1836 kam er aus Preßburg in Wien an. Am 24. März 1855 kam er aus Italien in Wien an, vermutlich um Verwandte zu besuchen, reiste dann aber noch im selben Jahr ab. Am 6. August 1855 starb Johann Rohr von Rohrau in Abazla bei Fiume.
Er war im Jahr 1814 Adjutant des k.k. Feldmarschalls Heinrich von Bellegarde. Des Weiteren war er Träger des königlichen Ordens des heiligen Ferdinand und des Verdienstes, III. Klasse, welcher ihm 1829 mit seinem Abgang aus der Stationierung in Neapel von König Ferdinand I. verliehen wurde. Die an ihn verliehenen ausländischen Orden wurden schriftlich am 18. April 1830 durch das Ministerium in Wien bestätigt und ihm die Erlaubnis selbige anzunehmen und zu tragen erteilt.
Johann Rohr von Rohrau war seit 1824 mit Signora Donna Maria Assante verheiratet. Er starb am 6. August 1855 in Opatija in Kroatien.
Siehe auch im Steiermärkischen Landesarchiv das Familienarchiv Rohr von Rohrau mit Besitzdokumenten des Generalmajors Johann Rohr von Rohrau und dessen Ehefrau Maria, geb. Assante.

## Auszeichnungen
- Ritterkreuz des St. Georg Ordens der Wiedervereinigung (Sizilien)
- Orden des heiligen Ferdinand und des Verdienstes, III. Klasse (Kaisertum Österreich)

## Belege
1. ↑  Wilhelm Bichmann: Chronik des k.k. Infanterie-Regiments Nr. 62. Von seiner Errichtung 1798 bis 1880. Druck Ludwig Mayer, Selbstverlag des Regiments, Wien 1880, S. 481.
2. ↑  Maximilian Maendl: Geschichte des K. und K. Infanterie-Regiments Nr. 51. II. Band (1802–1898). Selbstverlag des Regiments, Klausenburg 1899, S. 50; 173; 174; 179; 197; 120–121; 222.
3. ↑  Mehrere Autoren: Schematismus der Königreiche Galizien und Lodomerien für das Jahr 1835. k.k. galizische Aerarial Druckerei, Verlag Piller, Lemberg 1835, S. 334.
4. ↑  Franz Gales Kandler: Ehrenspiegel der kaiserl. königl. österreichischen Armee. Verlag Carl Gerold, Wien 1831, S. 303; 310.
5. ↑  Mehrere Autoren: Hof- und Staatshandbuch des österreichischen Kaiserthumes. I. Theil. k.k. Hof- und Staats-Aerarial-Druckerei, Wien 1844, S. 306.
6. ↑  J. B. Schels: Österreichisch militärische Zeitschrift. Siebentes Heft. Verlag und Druck Anton Strauß, Wien 1827, S. 235.
7. ↑  Antonio Schmidt-Brentano: Die k. k. bzw. k. u. k. Generalität 1816–1918. Österreichisches Staatsarchiv, Wien 2007, S. 153.
8. ↑  archivis web - Volltextsuche. Abgerufen am 17. Mai 2025.

| Personendaten    | Personendaten                                       |
| ---------------- | --------------------------------------------------- |
| NAME             | Rohr von Rohrau, Johann                             |
| KURZBESCHREIBUNG | österreichischer Generalmajor und Brigadekommandeur |
| GEBURTSDATUM     | 19. März 1775                                       |
| GEBURTSORT       | Wien                                                |
| STERBEDATUM      | 6. August 1855                                      |
| STERBEORT        | Fiume                                               |